# Too Weird To Live, Too Rare To Die!
Too Weird to Live, Too Rare to Die! – czwarty album studyjny amerykańskiego zespołu Panic! at the Disco. Album został wydany 8 października 2013 r. przez Decaydance i Fueled by Ramen. Został wyprodukowany przez Butcha Walkera. Można usłyszeć na nim grę nowego członka zespołu, basisty Dallona Weekesa, odkąd oficjalnie dołączył do zespołu w 2010 roku. Jest to ostatni album nagrany z perkusistą Spencerem Smithem, co czyni go również ostatnim albumem Panic! jako zespołu rockowego, zanim zmienił się on w solowy projekt Brendona Urie.
Opisywany jako „płyta imprezowa” Too Weird to Live, Too Rare to Die! został poprzedzony singlami „Miss Jackson” i „This Is Gospel”, a po jego wydaniu pojawiły się „Girls / Girls / Boys” i Nicotine EP. Występują w nim inspiracje muzyką taneczną, elektroniką i hip-hopem. Too Weird to Live, Too Rare to Die! zadebiutował na drugim miejscu na liście US Billboard 200, osiągając taki wynik po raz pierwszy dla zespołu od czasu Pretty. Odd. (2008). Utwór „Vegas Lights” został później wykorzystany jako piosenka golowa klubu hokejowego Vegas Golden Knights.

## Tekst i kompozycja
Muzycznie Too Weird to Live, Too Rare to Die! jest inspirowane hip-hopem, ponieważ „nie ma żadnych reguł”. W kierując się tą mantrą, album bardzo się różni od piosenki do piosenki. Inne inspiracje dla albumu zaczerpnięto od kompozytorów muzyki elektronicznej, takich jak Kraftwerk i Wendy Carlos (kompozytorka ścieżki dźwiękowej do filmów Tron i Mechaniczna pomarańcza). Brzmienie albumu zostało opisane jako pop, dance-pop, synth pop, electropop, indie rock, alternatywny rock, pop rock i emo.

### Geneza nazwy
Nazwa albumu została zaczerpnięta z książki Lęk i odraza w Las Vegas, książki opartej na doświadczeniach autora Huntera S. Thompsona z podróży do Las Vegas w celu relacjonowania wyścigu Mint 400 – wyścigu pustynnego odbywającego się co roku w okolicach Las Vegas. Na podstawie książki istnieje również film z 1998 roku wyreżyserowany przez Terry'ego Gilliama z udziałem Johnny'ego Deppa. Jest to nawiązanie do centralnej tematyki albumu, który został zainspirowany rodzinnym miastem wokalisty Brendona Urie i perkusisty Spencera Smitha - Las Vegas.

### Teksty piosenek
Teksty Uriego do Too Weird to Live, Too Rare to Die! zostały również zainspirowane rodzinnym miastem zespołu. Przed wydaniem albumu Urie zauważył: „Kiedy nagrywaliśmy naszą pierwszą płytę, czuliśmy gorycz do całej sceny muzycznej Vegas. Nie byliśmy wystarczająco dorośli, aby doświadczyć wszystkiego, z czego Vegas jest naprawdę znane. Nawet koncerty, większość z nich była dla osób powyżej dwudziestego pierwszego roku życia. Było dużo wrogości, ale przez ostatnie kilka lat zacząłem pozbywać się tego cynizmu i patrzeć na to w nowym świetle [...] Chciałem to uczcić”. Większość tekstów piosenek na albumie napisał w samym mieście: „Jest trochę przepychu, trochę blasku, ale jest też ponura, stara strona Vegas w tej muzyce”.
Teksty piosenek na płycie są bardzo osobiste. Pierwszy utwór, „This is Gospel” (napisany przez Uriego i basistę Dallona Weekesa), opowiada o uzależnieniu Smitha od narkotyków. Oryginalne demo leżało na laptopie Uriego przez wiele miesięcy, zanim w końcu podzielił się nim z resztą zespołu. Główny singiel albumu, „Miss Jackson”, został napisany o pierwszych doświadczeniach seksualnych Uriego w młodości. „Kiedy byłem młodszy, wygłupiałem się; jednej nocy spałem z jedną dziewczyną, następnej z jej przyjaciółką i nie obchodziło mnie, co czują, ani jak sprawiałem, że się czują. A potem to samo przydarzyło się mi, i zdałem sobie sprawę, że „Wow, takie to uczucie? Czuję się naprawdę gównianie”. Ukryty fragment „Vegas Lights” został zaprezentowany w filmie zapowiadającym jesienną trasę Fall Out Boy promującą album „Save Rock and Roll”. „Vegas Lights” miało być hymnem beztroskich nocy w Las Vegas, który najjaskrawiej odzwierciedlał to, jak Urie czuł się podczas imprezowania w klubach. „Czułem tę dziwną energię, gdy wszyscy dobrze się bawili i nie było w tym większego znaczenia” — zauważył. „Tańczyliśmy, jakby nikt nie patrzył. To było piękne”. Piosenka wykorzystuje również sampel z „Number 5” (piosenki używanej w Ulicy Sezamkowej w latach 70.). Pierwotnie utwór „Girl That You Love” został napisany przez Uriego po francusku, po pięciodniowym wyjeździe do Francji. Basista Dallon Weekes, który również był autorem tekstów do albumu, później napisał angielski tekst piosenki na podstawie tego, jak fonetycznie brzmiały słowa francuskiego dema Uriego.
Trzeci singiel z albumu, „Girls / Girls / Boys”, Dallon Weekes opisał jako skupiony na trójkącie miłosnym skomplikowanym przez różne orientacje seksualne. Spytany o teledysk do „Girls / Girls / Boys”, wokalista Brendon Urie odpowiedział: „Jest inspirowany teledyskiem D'Angelo „Untitled (How Does It Feel)”.
Wydanie „Casual Affair” na YouTube zawiera cytat „Wygląda to niewinnie, prawda? Ale czasem istnieją niebezpieczeństwa, które nigdy nie rzucają się w oczy. Bez względu na to, gdzie spotkasz nieznajomego, uważaj, jeśli zachowuje się zbyt przyjaźnie” pochodzący z antygejowskiego filmu z 1961 roku. Ten cytat nie pojawia się w oficjalnym wydaniu albumu.
Piosenka "Far Too Young to Die" została zbudowana wokół piosenki poprzedniego zespołu Dallona Weekesa o nazwie The Brobecks. Urie wyprodukował na jej podstawie nową aranżację, opartą na brzmieniu synth-popowym w stylu lat 80tych. 
„The End of All Things” zostało napisane o żonie Uriego, Sarah Urie, i było jego przysięgą na ich ślubie. Piosenka została napisana dwa dni przed ślubem.

## Okładka
Na okładce albumu znajduje się czarno-biała fotografia wokalisty i gitarzysty Brendona Urie palącego papierosa, z którego wydobywają się tęczowe opary. Perkusista Spencer Smith i basista Dallon Weekes pojawiają się na fotografiach w dodatkowej okładce albumu. W sprawie decyzji o umieszczeniu swojego zdjęcia na okładce, Urie skomentował: „Uwielbiam być w centrum uwagi, nie wstydzę się tego. A jako wokalista, wszyscy uważali, że to sensowne, żebym był na pierwszym planie. Wydawało się to słuszne, ponieważ byłem tak blisko tych piosenek”. W innym wywiadzie Urie powiedział: „[album] naprawdę opowiadał o czasach, kiedy dorastałem w Vegas. Chciałem stworzyć tę postać. Osoba, którą jestem na okładce, nie jest tym, kim jestem. Nawet palenie papierosów — rzuciłem od tamtej pory. Ale kiedy byłem dzieckiem, to był dla mnie facet, który biegał po Vegas i był jego właścicielem. Miał kurtkę Liberace i palił papierosa. Był właścicielem pustyni, miał wszystko gdzieś, a dym był kolorowy — dla mnie to była kwintesencja faceta z Vegas”.

## Odbiór i krytyka
W Stanach Zjednoczonych album zadebiutował na liście Billboard 200 na 2. miejscu w wydaniu z 26 października 2013 r., sprzedając się w nakładzie 84 000 egzemplarzy. W drugim tygodniu sprzedaży album spadł o 17 miejsc, z 2. na 19. miejsce. Po 108 tygodniach na liście Billboard 200 album spadł z listy zupełnie.
Vegas Golden Knights z National Hockey League wybrali jedną z piosenek z albumu, „Vegas Lights”, jako swój utwór golowy, w 2017 roku.
Too Weird to Live, Too Rare to Die! otrzymało generalnie pozytywne recenzje od krytyków muzycznych. Na Metacritic, który przyznaje ocenę w skali 0-100 na podstawie recenzji krytyków, album otrzymał 72 na podstawie 8 recenzji.
W swojej pozytywnej recenzji Matt Collar z AllMusic pochwalił eksplorację różnych gatunków na albumie. W innej pozytywnej recenzji Eric Allen z American Songwriter stwierdził, że chociaż album wydaje się być niezwykle zróżnicowany po pierwszym przesłuchaniu, osobiste teksty Brendona Uriego tematycznie łączą wszystkie piosenki w całość. W swojej mieszanej recenzji Jordan Blum z PopMatters napisał, że album sprawiał wrażenie kontynuacji Vices & Virtues, jednak opisał go również jako odrażającego, generycznego i zbyt mało angażującego dla słuchacza.

## Lista utworów
Wszystkie teksty piosenek napisali Brendon Urie i Dallon Weekes; chyba że zaznaczono inaczej.
| #   | Tytuł                     | Autorzy                                                                        | Czas |
| --- | ------------------------- | ------------------------------------------------------------------------------ | ---- |
| 1.  | "This Is Gospel"          | Urie, Weekes, Jake Sinclair                                                    | 3:07 |
| 2.  | "Miss Jackson" (ft. Lolo) | Urie, Weekes, Butch Walker, Sinclair, Amir Salem, Laurem Pritchard, Alex Goose | 3:12 |
| 3.  | "Vegas Lights"            | Urie, Spencer Smith, Weekes, Walker, Jim Henson, Joseph Raposo                 | 3:10 |
| 4.  | "Girl That You Love"      |                                                                                | 3:09 |
| 5.  | "Nicotine"                | Urie, Weekes, Salem                                                            | 3:06 |
| 6.  | "Girls / Girls / Boys"    |                                                                                | 3:26 |
| 7.  | "Casual Affair"           | Urie                                                                           | 3:17 |
| 8.  | "Far Too Young to Die"    |                                                                                | 3:17 |
| 9.  | "Collar Full"             |                                                                                | 3:18 |
| 10. | "The End of All Things"   | Urie                                                                           | 3:32 |

### Dodatkowe utwory na wersji japońskiej i zTargetu
| #   | Tytuł                           | Autorzy | Czas |
| --- | ------------------------------- | ------- | ---- |
| 11. | "Can't Fight Against the Youth" |         | 2:45 |
| 12. | "All the Boys"                  | Weekes  | 3:12 |

## Certyfikaty
| Kraj                  | Certyfikat      | Sprzedaż   |
| --------------------- | --------------- | ---------- |
| Canada (Music Canada) | złota płyta     | 40,000+    |
| United Kingdom (BPI)  | złota płyta     | 100,000+   |
| United States (RIAA)  | platynowa płyta | 1,000,000+ |